# Atlanta Film Critics Circle Awards
Los Premios del Círculo de Críticos de Cine de Atlanta, es una ceremonia de premios estadounidense, con sede en Atlanta, Estados Unidos y fundada en 2017. Cada año se da la entrega de los premios para reconocer a las mejores películas del año.

## Categorías de premios
- Mejor película
- Mejor director
- Mejor actor
- Mejor actriz
- Mejor actor de reparto
- Mejor actriz de reparto
- Mejor película animada
- Mejor fotografía
- Mejor documental
- Mejor elenco
- Mejor película en lengua extranjera
- Mejor banda sonora
- Mejor guion
- Premio Especial AFCC (Mejor ópera prima y Intérprete innovador)[2]